# Egyszínű klarinétmadár
Az egyszínű klarinétmadár (Myadestes unicolor) a madarak (Aves) osztályának verébalakúak (Passerifromes) rendjébe és a rigófélék (Turdidae) családjába tartozó faj.

## Rendszerezése
A fajt Philip Lutley Sclater angol ornitológus írta le 1857-ben, Myiadestes unicolor néven.

## Alfajai
- Myadestes unicolor unicolor (P. L. Sclater, 1857) - Mexikó déli része, Guatemala, Belize, Salvador és Honduras északi része
- Myadestes unicolor pallens (W. Miller & Griscom, 1925) - Honduras keleti része és Nicaragua [2]

## Előfordulása
Mexikó, Belize, Guatemala, Honduras, Nicaragua és Salvador területén honos. Természetes élőhelyei a síkvidéki és hegyi esőerdők. Magassági vonuló.

## Megjelenése
Testhossza 21 centiméter, testtömege 30–44 gramm.

## Természetvédelmi helyzete
Az elterjedési területe nagyon nagy, egyedszáma ugyan csökken, de még nem éri el a kritikus szintet. A Természetvédelmi Világszövetség Vörös listáján nem fenyegetett fajként szerepel.